# Al progredire della notte
Al progredire della notte è un film del 2025 scritto e diretto da Davide Montecchi.

## Trama
Claudia, una ragazza piena di insicurezze, affitta una stanza al piano superiore di una casa isolata. Lì conosce Letizia, una donna che la introduce nel mondo del metafonia. Per Claudia il tutto si trasformerà un incubo.

## Distribuzione
Il film è stato distribuito nelle sale cinematografiche italiane dal 23 gennaio 2025.

## Accoglienza

### Critica
Il film è stato accolto con recensioni favorevoli dalla critica cinematografica.
Emanuele Di Nicola del Cinematografo apprezza che il film non si imposti su una «sterile nostalgia dell’horror storico, ma con uno sguardo squisitamente contemporaneo», grazie all'uso dell'avanzamento della storia in modo «grave e strategico» e l'uso delle luci e delle inquadrature che rivela una «parzialità dell’immagine che aumenta il grado di inquietudine».
Manuela Santacatterina di Movieplayer.it scrive che il regista «conferma le sue affinità con il genere horror», apprezzando le scelte registiche e della sceneggiatura, oltre che la fotografia di Pasqualetto, e rimanendo piacevolmente colpita dalla recitazione delle protagoniste.